# Mehaigne
Mehaigne är ett vattendrag i Belgien.   Det ligger i regionen Vallonien, i den centrala delen av landet, 70 km sydost om huvudstaden Bryssel.
Trakten runt Mehaigne består till största delen av jordbruksmark. Runt Mehaigne är det ganska tätbefolkat, med 104 invånare per kvadratkilometer.